# Ireneo A. Amantillo
Ireneo Alisla Amantillo CSsR (* 10. Dezember 1934 in Alimodian; † 11. Oktober 2018 in Cebu City) war ein philippinischer Ordensgeistlicher und römisch-katholischer Bischof von Tandag.

## Leben
Ireneo Alisla Amantillo trat der Ordensgemeinschaft der Redemptoristen bei und empfing am 16. Dezember 1962 in Cebu die Priesterweihe.
Papst Paul VI. ernannte ihn am 2. Januar 1976 zum Weihbischof in Cagayan de Oro und Titularbischof von Girus. Der Apostolische Nuntius auf den Philippinen, Erzbischof Bruno Torpigliani, spendete ihm am 15. März desselben Jahres die Bischofsweihe; Mitkonsekratoren waren Patrick H. Cronin SSCME, Erzbischof von Cagayan de Oro, und Artemio G. Casas, Erzbischof von Jaro.
Am 6. September 1978 wurde er durch Papst Johannes Paul I. zum Bischof von Tandag ernannt und am 7. November desselben Jahres in das Amt eingeführt. Am 18. Oktober 2001 nahm Johannes Paul II. seinen vorzeitigen Rücktritt an.

## Einzelnachweis
1. ↑  Retired bishop of Tandag dies at 83

| Vorgänger | Amt                          | Nachfolger        |
| --------- | ---------------------------- | ----------------- |
| —         | Bischof von Tandag 1978–2001 | Nereo P. Odchimar |

| Personendaten    | Personendaten                                                              |
| ---------------- | -------------------------------------------------------------------------- |
| NAME             | Amantillo, Ireneo A.                                                       |
| ALTERNATIVNAMEN  | Amantillo, Ireneo Alisla                                                   |
| KURZBESCHREIBUNG | philippinischer Ordensgeistlicher, römisch-katholischer Bischof von Tandag |
| GEBURTSDATUM     | 10. Dezember 1934                                                          |
| GEBURTSORT       | Alimodian                                                                  |
| STERBEDATUM      | 11. Oktober 2018                                                           |
| STERBEORT        | Cebu City                                                                  |